# ニューポール 24
ニューポール 24
ニューポール 24 C.1 （2機目以降。一番手前は27）
- 用途：戦闘機、高等練習機
- 設計者：ギュスターヴ・ドラージュ
- 製造者：ニューポール
- 運用者**フランス軍
  - イギリス陸軍航空隊
  - イギリス海軍航空隊
- 初飛行：1917年

ニューポール24（Nieuport 24）は第一次世界大戦期のフランス、ニューポールの戦闘機である。設計主務者はギュスターヴ・ドラージュ。

## 設計と開発
ニューポール 24は成功作であったニューポール 17の発展型で、機体の特徴は主翼が一葉半（セスキプラン）である事とそれを支えるV字型の支柱、曲線的な垂直尾翼である。空気力学的に改善された形態の胴体と丸い翼端を持ち、尾部は小さな固定式のひれと曲線形の方向舵を採用していた。尾橇は内部にばねを持ち、それ以前のニューポール機に比べて露出が少なかった。ル・ローン製の130馬力ロータリーエンジンを装備した軽快な戦闘機であった。
実際に使ってみると新しい尾部には問題があることが判明した。そのため生産型の大部分は、胴体と翼は24のままとし、尾翼と尾橇は17のタイプに戻して方形の方向舵としたニューポール 24bisとなった。新型の尾部はニューポール 27において実用化された。
ニューポール 24bis.はイギリス海軍航空隊のためにイングランドでも生産された。
ニューポール 17の標準武装（フランス軍のヴィッカース同調機銃1挺、イギリス軍のフォスター銃架によって上翼に置かれたルイス機銃1挺）は重量増大を防ぐためそのまま継続され、良好な性能が維持された。ただし高等練習機として使用された24の多くでは武装は取り外された。

## 運用歴
ニューポール 24と24bis.は1917年夏に生産ラインから現れてきた。しかし軽快な機体ではあったが被弾には弱かった為、スパッド製の戦闘機と交代し、新造機の多くは戦闘機訓練学校や、ロシア、イギリスなどの友好国に多数振り分けられ、また練習機としても運用された。イギリスはS.E.5a戦闘機が不足していたため、1918年までニューポール機を活用した。フランスでも一部の部隊は1917年終盤までニューポールを使用した。また本機はナンジェッセ等のエースの乗機でもあった。

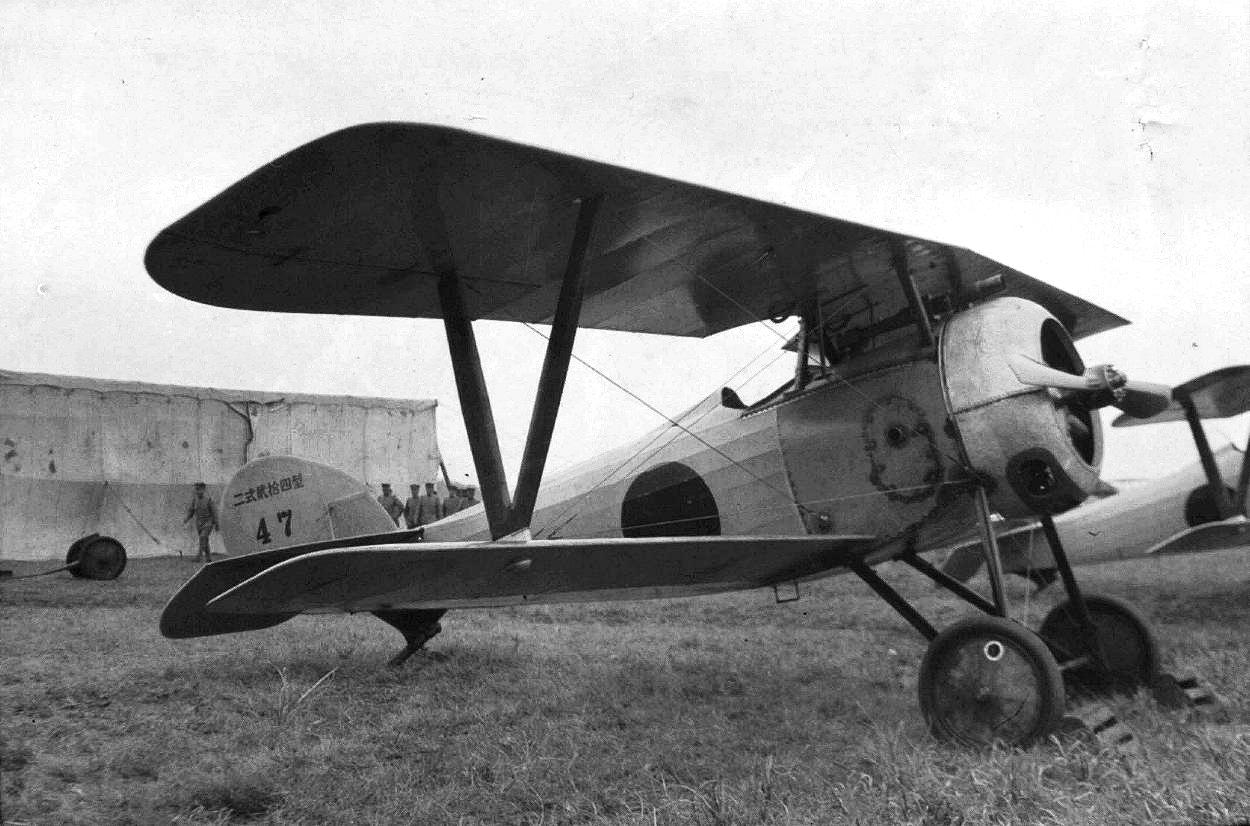
ニ式24型戦闘機

ニューポール高等練習機はアメリカによって購入され、1917年11月以降、フランスに置かれた飛行学校で使用されたが、その一部は24または24bisであったと考えられる。
日本では1917年（大正6年）に輸入され、ニ式24型戦闘機と呼ばれ、フォール教育団での教材となり、更に陸軍補給部、砲兵工廠、中島飛行機で量産された。1921年（大正15年）には甲式三型戦闘機に名称が改められている。

## 運用者
- フランス
- イギリス
- ロシア帝国 /  ソビエト連邦
- アメリカ合衆国
- 日本

## 性能諸元
諸元
- 乗員: 1
- 全長: 5.88 m[1]
- 全高: 2.44 m
- 翼幅: 8.18 m[1]
- 空虚重量: 354 kg
- 運用時重量: 544 kg
- 動力: ル・ローン9J 回転式空冷星型9気筒、90 kW （120 hp[1]）   × 1

性能
- 最大速度: 187 km/h[1]
- 実用上昇限度: 5,550 m
- 上昇率: 5,000 mまで22分

武装

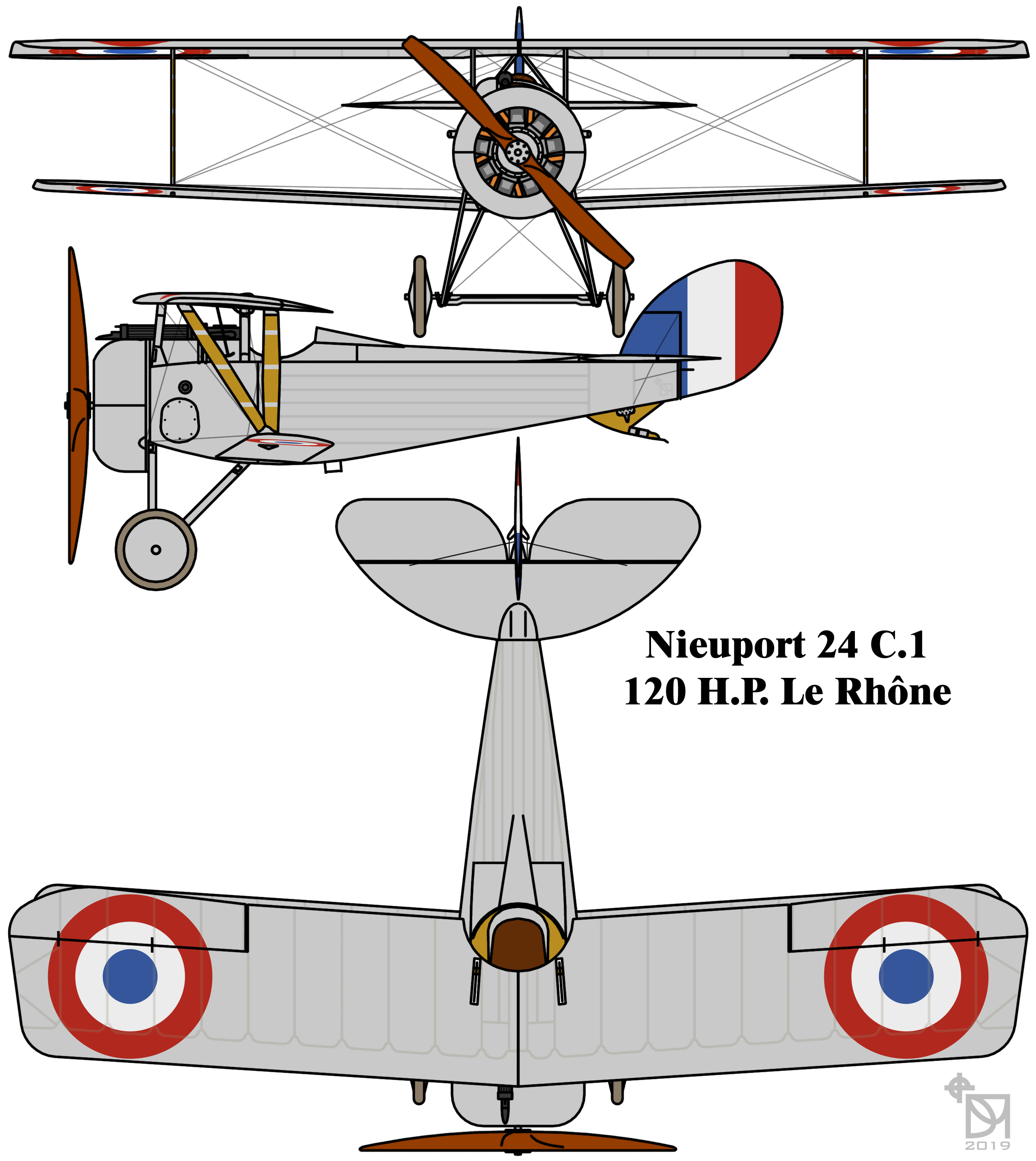
ニューポール 24

- （フランス軍） ヴィッカース7.7 mm同調機銃 × 1

（イギリス軍） ルイス7.7 mm機銃 × 1（フォスター銃架による上翼装備）

## 参考資料
- Nieuport Fighters in Action published by Squadron/Signal Publications.
- Bruce, Jack M. "More Nieuport Classics". Air Enthusiast, Number Five, November 1977-February 1978. Bromley, Kent, UK: Pilot Press. pp.14—28.
- Cheesman E.F. (ed.) Fighter Aircraft of the 1914-1918 War Letchworth, Harletford Publications, 1960 pp. 96-97
- 古田和輝『世界の戦闘機図鑑 1915-1945』株式会社ダイアプレス、2022年4月1日。
- 『日本航空機辞典』（上巻）（モデルアート社、1989年）